# SN 2011cd
SN 2011cd – supernowa typu II odkryta 14 kwietnia 2011 roku w galaktyce M-02-52-11. W momencie odkrycia miała maksymalną jasność 17,70m.